# Hans Håkansson
Hans Gustav Håkansson, född 9 september 1908 i Malmö Karoli församling, Malmö, död 26 oktober 1993 i Slottsstadens församling, Malmö, var en svensk fotbollsspelare. 
Han spelade som anfallare i Malmö FF från 19 års ålder då han kom från klubben Baltic. Han är Malmö FF:s meste målgörare genom tiderna med 341 mål på 350 matcher fram tills han slutade 1938. Han spelade en B-landskamp för Sverige, mot Norge på Bislett 1932, och gjorde ett mål då Sverige vann med 3–0.